# Wigandia wurdackiana
Wigandia wurdackiana är en strävbladig växtart som beskrevs av R. Ferreyra. Wigandia wurdackiana ingår i släktet Wigandia och familjen strävbladiga växter. Inga underarter finns listade i Catalogue of Life.